# Карг, Кристиана
Кристиана Карг (нем.  Christiane Karg, 6 августа 1980, Фойхтванген) — немецкая оперная певица и концертная певица (сопрано).

## Биография
Дочь кондитера, музыкой занималась с детства. Училась в зальцбургском Моцартеуме, блестяще закончила в 2006, получив медаль Лилли Леман. Полгода стажировалась в Консерватории Вероны. После работы в оперной студии в Гамбурге, в 2008 году сопрано переехала во Франкфурт на Майне. Посещала мастер-классы Миреллы Френи, Марьяны Липовшек, Энн Мюррей, Роберта Холла, Роджера Виньоля.

## Репертуар
В оперном репертуаре певицы — Коронация Поппеи (Поппея), Калисто Франческо Кавалли (заглавная партия), Орфей и Эвридика (Амур), Кастор и Поллукс Рамо (Телаира), Медея Шарпантье (Креуса), Радамист Генделя (Фраарт), Необитаемый остров Гайдна (Сильвия), Милосердие Тита (Сервилия), Митридат (Исмена), Волшебная флейта (Памина), Свадьба Фигаро (Розина), Дон Жуан (Церлина), Директор театра (госпожа Зильберкланг), Бастьен и Бастьенна (Бастьенна), Долг первой заповеди (Дух Мира), Аполлон и Гиацинт Моцарта (Мелия), Дон Паскуале (Норина), Богема (Мюзетта), Средство Макропулоса Яначека (Криста), Арабелла Рихарда Штрауса (Зденка), Палестрина Пфицнера (Игино), «Похождения повесы» Стравинского (Анна Трулав), Поворот ключа Бриттена (Флора), а также опера Иоганна Цумштега Остров духов (по Буре Шекспира).
Она исполняла вокальные сочинения Баха, Генделя (Мессия), Гайдна (Времена года), Перголези, Шуберта, Бетховена (симфония № 9, Эгмонт), Шумана (Круг песен), Мендельсона (Lobgesang), Брамса (Немецкий реквием), Малера (Симфонии № 4, 8), Равеля, Берга (Семь ранних песен).

## Творческое сотрудничество
Карг работала с такими дирижёрами, как Николаус Арнонкур, Рикардо Мути, Кристоф Эшенбах, Эммануэль Кривин, Марек Яновский, Симона Янг, Жозеп Понс, Клаус Петер Флор, Томас Хенгельброк, Дэниел Хардинг, Жереми Рорер, Янник Незе-Сеген.

## Признание
Первая премия на Международном конкурсе Новые голоса (2007). Первая премия на Международном вокальном конкурсе Франсиско Виньяса в Барселоне (2009). В том же 2009 авторитетный журнал Opernwelt назвал её лучшей молодой исполнительницей года. Премия ECHO Klassik, поощрительная премия Вольфрама фон Эшенбаха (обе — 2010).